# Saint-Quentin-sur-Charente
 Saint-Quentin-sur-Charente  là một xã ở tỉnh Charente phía tây nước Pháp. Xã này có diện tích 14,39 km², dân số năm 1999 là 232 người. Khu vực này có độ cao 200 mét trên mực nước biển.